# Boris Stenin
Boris Stenin (n. 17 ianuarie 1935, Sverdlovsk, RSFS Rusă, URSS – d. 18 ianuarie 2001, Moscova, Rusia) a fost un patinator de viteză ce a reprezentat Uniunea Republicilor Sovietice Socialiste, medaliat olimpic. A participat la o ediție a Jocurilor Olimpice (1960) în care a câștigat o medalie de bronz.

## Participări
Lista de mai jos prezintă principalele competiții la care a participat Boris Stenin de-a lungul carierei.
- speed skating at the 1960 Winter Olympics – men's 1500 metres[*]